# 唄う長島温泉
- 歌う長島温泉

『唄う長島温泉』（うたうながしまおんせん）は、CBCラジオの平日（月曜 - 金曜）の夕方に放送されているインフォメーション・インフォマーシャル番組、ミニ番組。
『歌う - 』ではなく『唄う - 』が正式なタイトル表記である。

## 概要
タイトルの通り、長島温泉の単独提供による約5分間の番組。1968年7月1日に同じ長島温泉単独提供による番組『唄うグランスパー』（平日17:25 - 17:30）として放送開始、1970年（昭和45年）から『唄う長島温泉』と改題され、放送され続けている。なお、1990年代から2000年代にかけて「唄うナガシマスパーランド」として放送されたことがある。
基本的な放送時間は一貫して16:55 - 17:00頃。本番組を内包している各ワイド番組内の編成によっては前後する場合がある。改題されスタートした1970年から1980年10月3日までは単独番組として放送されていたが、1980年10月6日からはワイド番組『多田しげおのそれ行け!にっこりワイド』に内包。『にっこりワイド』の1987年4月6日から1992年4月3日までは、同番組のエンディング時間が17:00だったため、本番組は16:48 - 16:53頃に若干繰り上げられて放送されていた。1992年4月6日からはワイド番組枠が無くなったため再び単独番組として放送、1994年4月4日スタートの『レギュラー満タン!ラジオジャンクション』以降は歴代の夕方ワイド番組の内包番組として放送されている。なお、後述のように年末年始などの特別編成でワイド番組が休みになった時には単独番組となったり、この時間にプロ野球のデーゲーム中継が組み込まれた場合は、放送時間を大きく繰り上げて放送されることがある。
放送内容は、主に長島温泉のCMと曲を一曲かける構成。長島温泉で歌手の歌謡ショーなどが行われる場合は、その歌謡ショーなどのイベントの告知とその歌手の曲をかけていた。
また、各ワイド番組によっては以下のように本番組の構成を変えていたことがあった。
- 『小堀勝啓の心にブギウギ!』時代･･･2006年4月までの放送では、1960～80年代の洋楽をかけていた。これ以降は、ジャンルなどを問わずに選曲していた。
- 『丹野みどりのよりどりっ!』時代･･･
  - 月 - 木曜日は、主に「いっしょに歌お!CBCラジオ」の推薦曲をかけ、金曜日は、日帰り温泉施設「湯あみの島」に出演する歌手を紹介していた。
  - 年末年始の特別編成時には録音の単独番組として放送[5]。
  - プロ野球のデーゲーム中継の時（主にゴールデンウィーク）は、約3時間30分以上繰り上げで、前枠の昼ワイド番組『北野誠のズバリ』の中で放送していた。
- 『ドラ魂キング』時代・・・
  - 月曜から木曜はその月のいっしょに歌お!CBCラジオの推薦曲や、その日のメッセージテーマにちなんだ曲及びパーソナリティによる選曲で、金曜は湯あみの島出演歌手の曲を選曲している。なおコロナ禍で湯あみの島が休業中には、金曜パーソナリティ・加藤里奈の親類や友人によるリクエスト曲を選曲した。
  - 年末年始特別編成時には録音の単独番組として放送。放送曜日に関わらず、加藤由香（木曜日→火曜日パーソナリティ）を案内役として「いっしょに歌お!CBCラジオ」の推薦曲を流している。

## 本番組を内包している歴代ワイド番組
- 多田しげおのそれ行け!にっこりワイド （1980年10月6日 - 1992年4月3日）
- レギュラー満タン!ラジオジャンクション （1994年4月4日 - 1998年10月2日）
- 重盛啓之の元気! Mori Mori （1998年10月5日 - 2002年3月29日）
- 小堀勝啓の心にブギウギ! （2002年4月1日 - 2009年4月3日）
- ごごイチ （2009年4月6日 - 2011年4月1日）
- 夕刊アツキー!／ごごイチ金（ゴールド） （2011年4月4日 - 2012年3月30日）
- 夕刊アツキー! （2012年4月2日 - 2013年3月29日）
- 丹野みどりのよりどりっ! （2013年4月1日 - 2019年3月29日）
- ドラ魂キング （2019年4月1日 - ）